# 大紅狗克里弗 (電影)
是一部2021年美國實景真人/電腦成像兒童冒險喜劇電影，由沃爾特·貝克爾執導，電影改編自諾曼·伯德韋爾同名兒童故事書，由傑克·懷特豪爾、達比·康比、托尼·海爾、席安娜·吉兒利、大衛·艾倫·格里爾、王盛德、約翰·克里斯配音。
這部電影原定2021年9月在2021年多倫多國際電影節上首映，派拉蒙影業也宣布於9月17日在美國上映，但由於2019年冠狀病毒病大流行而被取消。電影2021年11月10日在美國院線及派拉蒙+同步發行。

## 製作

### 前期發展
2012年5月，環球影業和照明娛樂將根據這本書製作真人/動畫電影。馬特·洛佩茲（Matt Lopez）受僱編寫劇本，而克里斯·梅萊丹德里和黛博拉·福特則負責製作，但在2013年7月，照明娛樂取消了該項目。2013年9月13日，電影仍由環球影業開發中，大衛·鮑爾斯正在商談執導這部電影。就像2011年的電影開運兔一樣，名義上的狗角色將被動畫化，而其他角色將是真人。
2016年，派拉蒙影業購買了真人和動畫混合電影的開發權。2019年6月20日，派拉蒙影業與Entertainment One達成協議，共同資助這部電影。根據協議，Entertainment One將在加拿大和英國發行這部電影，但不包括後者在電視轉播權，而派拉蒙將在美國在內的所有其他地區發行。

### 選角
2019年5月，宣布由傑克·懷特豪爾、達比·康比，同年6月，以扎克王、凱南·湯普森、蘿西·培瑞茲、Keith Ewell、Bear Allen-Blaine、林恩·科恩、托尼·海爾、席安娜·吉兒利、大衛·艾倫·格里爾和約翰·克里斯加入演員名單。

### 拍攝
主體拍攝於2019年6月10日在紐約進行拍攝，於2019年8月23日結束。

### 配樂
2020年11月20日，確認由約翰·德布尼為電影配樂。

## 發行
電影原定於2021年9月在2021年多倫多國際電影節上首映，派拉蒙影業也宣布於9月17日在美國上映，但由於Delta變種病毒的興起，而被從電影節和工作室的發布的取消上映日期。電影2021年11月10日在美國院線及派拉蒙+同步發行。

## 評價
根据評論匯總网站爛番茄汇总的95篇评论文章，58%的评论家给予该作正面评价，平均打分为5.4分（满分10分）觀眾投票獲得94%的分數，平均得分為4.6／5。在Metacritic上，22位影評人共給予了55分的分數（滿分100分），這部電影獲得了「評價褒貶不一或一般」。。

## 續集
2021年11月，據報導派拉蒙影業正在開發該片的續集。

## 外部連結
- 官方网站
- 互联网电影数据库（IMDb）上《大紅狗克里弗》的资料（英文）
- AllMovie上《大紅狗克里弗》的资料（英文）
- Metacritic上《大紅狗克里弗》的資料（英文）
- Box Office Mojo上《大紅狗克里弗》的資料（英文）
- 爛番茄上《大紅狗克里弗》的資料（英文）
- 開眼電影網上《大紅狗克里弗》的資料（繁體中文）
- Yahoo奇摩電影上《大紅狗克里弗》的資料（繁體中文）
- 雅虎香港電影上《大紅狗克里弗》的資料（繁體中文）
- 豆瓣电影上《大紅狗克里弗》的資料 （简体中文）
- 时光网上《大紅狗克里弗》的資料（简体中文）